# 안준형 (야구인)
안준형(1985년 3월 22일 ~ )은 전 KBO 리그 야구 선수의 내야수이다. 선수 시절 1군 경기는 없었다. 2010년 퓨쳐스 올스타전에 출전했고  같은해 1군에 승격하지 못하고 경기 없이 은퇴했다. 은퇴 후 배명고 야구부 코치, 여주대 야구부 코치로 활동했다.

## 출신 학교
- 1992 ~ 1998 : 서울답십리초등학교
- 1998 ~ 2001 : 배명중학교
- 2001 ~ 2004 : 한서고등학교
- 2004 ~ 2008 : 경희대학교 (2004학번)